# Nīr (ort)
Nīr (persiska: نير) är en ort i Iran.   Den ligger i provinsen Yazd, i den centrala delen av landet, 500 km sydost om huvudstaden Teheran. Nīr ligger 2 485 meter över havet och antalet invånare är 1 567.
Terrängen runt Nīr är kuperad söderut, men norrut är den bergig. Terrängen runt Nīr sluttar söderut.Runt Nīr är det glesbefolkat, med 11 invånare per kvadratkilometer. Nīr är det största samhället i trakten. Trakten runt Nīr är ofruktbar med lite eller ingen växtlighet.